# Paul Biyoghé Mba
Paul Biyoghé Mba (ur. 18 kwietnia 1953) – gaboński polityk, minister, premier Gabonu od 17 lipca 2009 do 27 lutego 2012.

## Życiorys
Paul Biyoghé Mba urodził się w 1953 w miejscowości Donguila w departamencie Komo-Mondah w prowincji Estuaire. Ukończył administrację i zarządzanie na Uniwersytecie w Rennes 1 we Francji.
W latach 1977–1980 zajmował stanowisko wicedyrektora Gabońskiego Banku Rozwoju (BGD). Od 1980 do 1983 był doradcą ds. handlowych, przemysłowych i inwestycyjnych w kancelarii prezydenta Omara Bongo. Następnie od 1983 do 1984 pełnił funkcję doradcy politycznego w kancelarii prezydenta. W latach 1984–1989 pełnił funkcję wicedyrektora gabinetu prezydenta, będąc jednocześnie odpowiedzialnym za sprawy gospodarcze, finansowe i administracyjne. W 1989 wszedł po raz pierwszy w skład rządu. W latach 1989–1990 zajmował stanowisko ministra handlu, konsumpcji i transferu technologii, a następnie ministra kontroli państwowej, reformy sektora państwowego i prywatyzacji (1992-1994), ministra ds. małych i średnich przedsiębiorstw oraz małego i średniego przemysłu (1999–2003). Od sierpnia 2003 do czerwca 2009 zajmował urząd ministra handlu i rozwoju przemysłowego. Od czerwca do lipca 2009 był ministrem rolnictwa, hodowli zwierząt, bezpieczeństwa żywnościowego i rozwoju obszarów wiejskich.
Biyoghé Mba jest członkiem Gabońskiej Partii Demokratycznej (PDG). W latach 1990–1992 oraz 1994–1996 wchodził w skład Zgromadzenia Narodowego. Od 1997 do 1999 zasiadał w Senacie, w którym pełnił funkcję kwestora. 

### Premier
17 lipca 2009 ze stanowiska przez premiera zrezygnował Jean-Eyeghe Ndong po tym, jak kilka dni wcześniej przegrał nominację prezydencką PDG przed wyborami prezydenckimi. Tego samego dnia p.o. prezydenta Rose Francine Rogombé mianowała Paula Biyoghé Mbę nowym szefem rządu. 22 lipca 2009 premier ogłosił skład swojego gabinetu, w którym znalazło się 44 ministrów, o 4 mniej niż w poprzednim rządzie. Stanowiska straciło trzech kandydatów prezydenckich (Casimir Oyé-Mba, André Mba Obame, Paul Mba Abessole). Natomiast dwaj inni, Ali Bongo Ondimba oraz Pierre-Claver Maganga Moussavou, zachowali swoje posady.
16 października 2009, zaraz po swoim zaprzysiężeniu, prezydent Ali Bongo ponownie mianował premiera Biyoghé Mbę na stanowisko szefa rządu. 17 października 2009 premier przedstawił skład swojego drugiego gabinetu. Został on zredukowany do 30 ministrów, zgodnie z obietnicą wyborczą nowego prezydenta. Kluczowe stanowiska w rządzie zachowali dotychczasowi ministrowie: spraw zagranicznych (Paul Toungui), spraw wewnętrznych i obrony.
16 lutego 2012, po ogłoszeniu zwycięstwa Gabońskiej Partii Demokratycznej w wyborach parlamentarnych w grudniu 2011, premier Biyoghé Mba zgodnie z prawem złożył dymisję na ręce prezydenta. 27 lutego 2012 prezydent Bongo Ondimba nowym szefem rządu mianował dotychczasowego ministra rolnictwa, Raymonda Ndonga Simę.